# Keith Hill
Keith Hill (Bolton, 17 maggio 1969) è un allenatore di calcio ed ex calciatore inglese, di ruolo difensore.

## Carriera
Nella stagione 2011-2012 ha guidato il Barnsley in Championship.